# Kanlaya Sysomvang
Kanlaya Sysomvang (sinh ngày 3 tháng 11 năm 1990) là một cầu thủ trẻ tài năng. Anh hiện đang chơi cho Yotha FC tại Lao Premier League và đội tuyển bóng đá quốc gia Lào.
Trong năm 2010, anh ký hợp đồng với câu lạc bộ địa phương Lào MCTPC. Anh chơi có một mùa giải trước khi ký hợp đồng với Khonkaen đội bóng đang chơi tại Thai Premier League trong năm 2011. Từ mùa bóng 2013 anh chuyển về thi đấu cho Yotha FC ở giải bóng đá quốc nội.
Trong năm 2010, ạnh có trận ra mắt cho đội tuyển bóng đá quốc gia Lào.